# Johannes Bisterfeld
Johannes Bisterfeld (* um 1568 in Lüneburg; † Ende 1618 in Dordrecht (Südholland)) war ein deutscher reformierter Theologe und Philosoph. Er war Professor an der Hohen Schule Herborn und Rektor dieser Universität.

## Leben
Johannes Bisterfeld studierte ab 1586 reformierte Theologie und Philosophie an der Hohen Schule Herborn. In den Jahren 1589–1591 war er Lehrer am Pädagogium in Siegen. 1591 wurde er als Professor für Beredsamkeit und Philosophie an die Hohe Schule Herborn berufen. Als die Hohe Schule Herborn 1597 nach Siegen verlegt wurde, war er ihr Rektor und hatte dieses Amt bis 1599 inne.
In Siegen heiratete der bereits verwitwete Professor um 1600 Gertrud Wiederstein geb. Schickhart. Sie war die Witwe des Rektors Arnold Wiederstein und eine Tochter Henrich Schickhartts. Sie hatte bereits zwei Söhne. Aus der gemeinsamen Ehe gingen zwei Söhne und eine Tochter hervor.
Seit dieser Zeit arbeitete Bisterfeld als Pfarrer und Inspektor in Siegen. 1618 wurde er von dem Grafen Johann VII. als Abgeordneter des Wetterauer Grafenvereins auf die Dordrechter Nationalsynode entsandt. Während dieser Synode starb er unerwartet im Alter von 49 Jahren.

## Söhne
- Philipp Bisterfeld (* um 1600), Philosophieprofessor in Sedan
- Johann Heinrich Bisterfeld (* 1605; † 1655); Philosophie- und Theologieprofessor in Weißenburg